# Anthopleura buddemeieri
Anthopleura buddemeieri is een zeeanemonensoort uit de familie Actiniidae. De anemoon komt uit het geslacht Anthopleura. Anthopleura buddemeieri werd in 2005 voor het eerst wetenschappelijk beschreven door Fautin. 